# Kurt Julius Goldstein

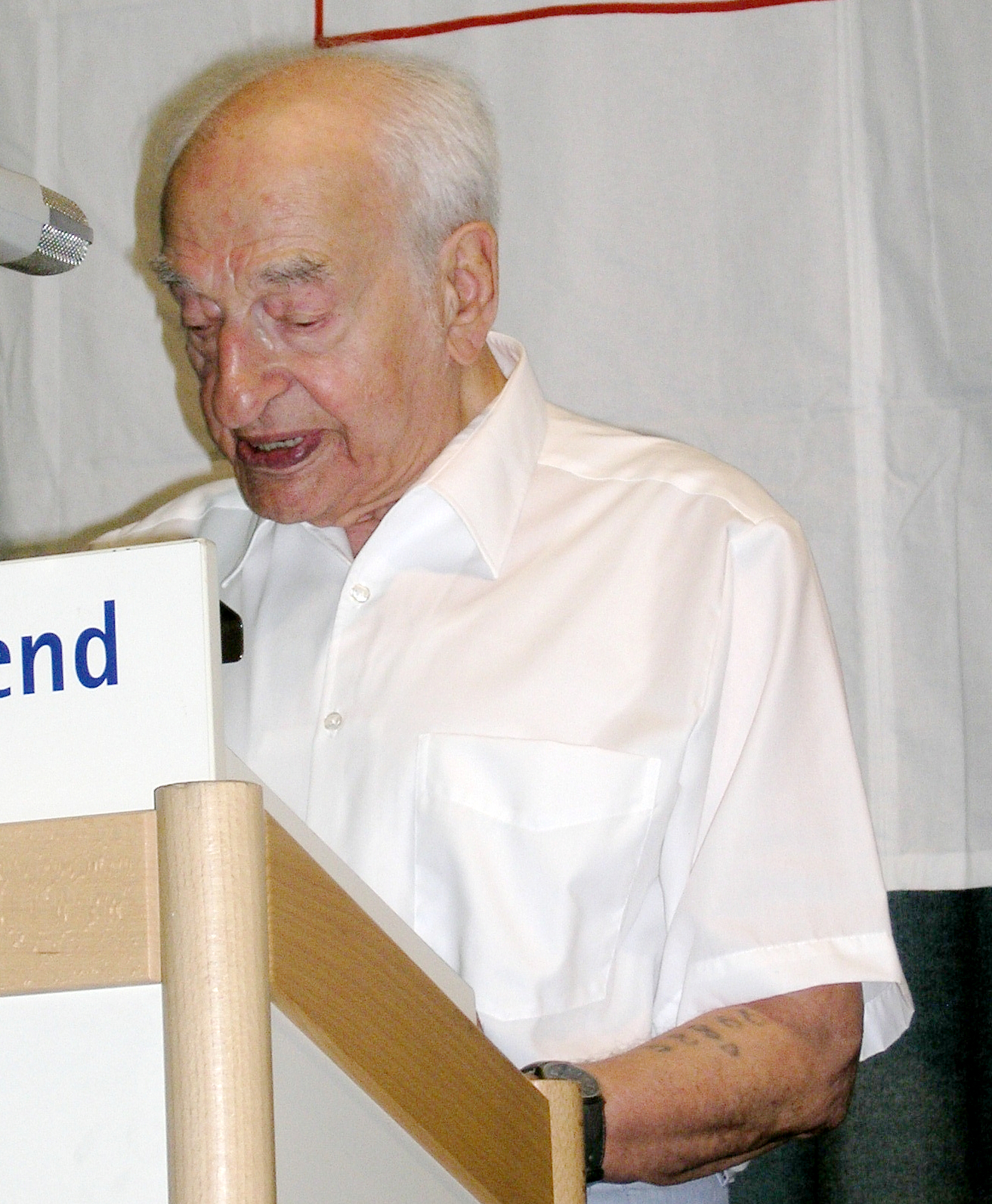
Kurt Julius Goldstein

Kurt Julius Goldstein (3 de novembro de 1914, Dortmund – 24 de setembro de 2007, Berlim) foi um jornalista alemão.
Filho de uma familia de comerciantes judeus, pertenceu a Liga da Juventude Comunista da Alemanha e depois foi filiado do Partido Comunista da Alemanha na época liderado por Ernst Thälmann .
Lutou na Guerra Civil Espanhola. Imigrou para França, permanecendo na clandestinidade por três anos durante a Segunda Guerra Mundial. Foi preso durante o Governo de Vichy e encaminhado para o campo de concentração de Auschwitz aonde sobreviveu por trinta meses.